# Caularthron
Caularthron é um género botânico pertencente à família das orquídeas (Orchidaceae). Foi proposto por Rafinesque em Flora Telluriana 2: 40, em 1837, sendo o Caularthron bicornutum (Hooker) Rafinesque, anteriormente Epidendrum bicornutum Hooker, a espécie tipo do gênero. O nome deste gênero vem do grego kaulos, caule, e arthron, articulado, em referência à aparência de articulações que existem em seus pseudobulbos, nos nós de onde as folhas caíram.

## Dispersão
Caularthron é composto por quatro robustas espécies epífitas, de porte grande ou intermediário e crescimento cespitoso, amantes de luminosidade, calor e umidade, originárias da América Central e do norte da América do Sul. Três espécies registradas para o Brasil.

## Descrição
Os pseudobulbos das espécies deste gênero normalmente são fusiformes e ocos, freqüentemente ocupados por formigas que talvez realizem algum tipo de simbiose com a planta. As folhas inferiores costumam ser caducas e as remanescentes acumulam-se na parte superior dos pseudobulbos. A longa inflorescência racemosa nasce de seus últimos nós ou apicalmente e costuma carregar algumas ou muitas flores brancas que abrem em sequência.
As flores, médias ou grandes, de segmentos bem abertos, com sépalas elíptico-lanceoladas, pétalas um pouco mais curtas e mais largas que as sépalas, ovaladas. O labelo é inteiramente livre da coluna, comparativamente grande e vistoso, com lâmina trilobada, no disco com calos corniformes; a coluna é larga e côncava. Possuem quatro polínias.

## Filogenia
Segundo a filogenia de Laeliinae publicada por Cássio van den Berg et al., e a despeito de suas flores não apresentarem labelo parcialmente soldado à coluna, Caularthron encontra-se inserido no clado de Epidendrum, sendo deste grupo o gênero que mais se aproxima de Schomburgkia. Também surpreendentemente próximos do Epidendrum armeniacum, ou como muitos denominam, Amblostoma armeniacum.

## Lista de espécies
- Caularthron amazonicum
- Caularthron bicornutum
- Caularthron bilamellatum
- Caularthron kraenzlinianum